# Bogdan Piasecki
Bogdan Piasecki (ur. 12 sierpnia 1943 w Wólce Abramowickiej k. Lublina, zm. 6 grudnia 2014) – polski dziennikarz muzyczny, prezenter radiowy, związany z Polskim Radiem Lublin.

## Życiorys
Był absolwentem geografii Uniwersytetu Marii Curie-Skłodowskiej. Na przełomie lat 60. i 70. w radiowej Trójce prowadził programy: "Piosenki z włoskiego buta", "Sałatka po włosku", "Canta Mondo" i "Muzyczne risotto", prezentujące nowości płytowe z Włoch. Jednak całe późniejsze życie zawodowe związał z Rozgłośnią Polskiego Radia w Lublinie, w którym debiutował audycją muzyczną "Mój rytm". Pracował w Redakcji Oświatowej, następnie w Redakcji Informacji (pełnił funkcję jej kierownika). W 1994 przeszedł do Redakcji Muzycznej i objął stanowisko jej kierownika, które piastował przez 10 lat. W 2004 odszedł na emeryturę, nadal – przez kilka miesięcy – pozostając współpracownikiem Radia Lublin. Był jednym z najpopularniejszych dziennikarzy Radia Lublin: w klasyfikacji popularności prezenterów Radia Lublin w badaniach Instytutu Badań Społecznych i Marketingowych przeprowadzanych w latach 90. co roku plasował się w pierwszej dziesiątce. Przez radiowych przyjaciół nazywany był "Piacho". Muzyka była największą pasją jego życia, był wielbicielem muzyki rozrywkowej lat 60. i 70. XX w., szczególnie Elvisa Presleya i włoskiej.
W pamięci słuchaczy Radia Lublin zapisał się jako Prezes „Klubu Starej Płyty” – autorskiej audycji, w której prezentował muzykę rozrywkową lat 50., 60. i 70. oraz przybliżał jej historię. Całą audycję oraz każdą jej godzinę otwierał sygnał dźwiękowy: trzask czarnej płyty, zapowiedź: „Ze starej płyty – prezentuje Bogdan Piasecki” (fraza wygłoszona przez Andrzeja Mickisa - spikera i lektora Radia Lublin) oraz kilkusekundowy fragment piosenki „Diana” Paula Anki. Emitowana w ramach programu „Nocne rendez-vous” miała charakterystyczną strukturę: na przemian godzina muzyki polskiej i zagranicznej, po dwóch utworach danego wykonawcy/zespołu następował utwór instrumentalny, przy czym w danej godzinie towarzyszył słuchaczom jeden wykonawca/zespół instrumentalny lub kompozytor muzyki instrumentalnej. W każdej z ostatnich dwóch godzin audycji prezentowana była płyta jednego wykonawcy/zespołu.
W prywatnych zbiorach miał imponującą kolekcję płyt i wydawnictw muzycznych, którymi dzielił się ze słuchaczami na antenie.
Był członkiem dziennikarskich stowarzyszeń: SDP, SD PRL i SDRP.
Zmarł po długiej chorobie. Został pochowany 11 grudnia 2014 na Cmentarzu komunalnym w Lublinie przy ul. Droga Męczenników Majdanka (kwatera S3N6-6-3).

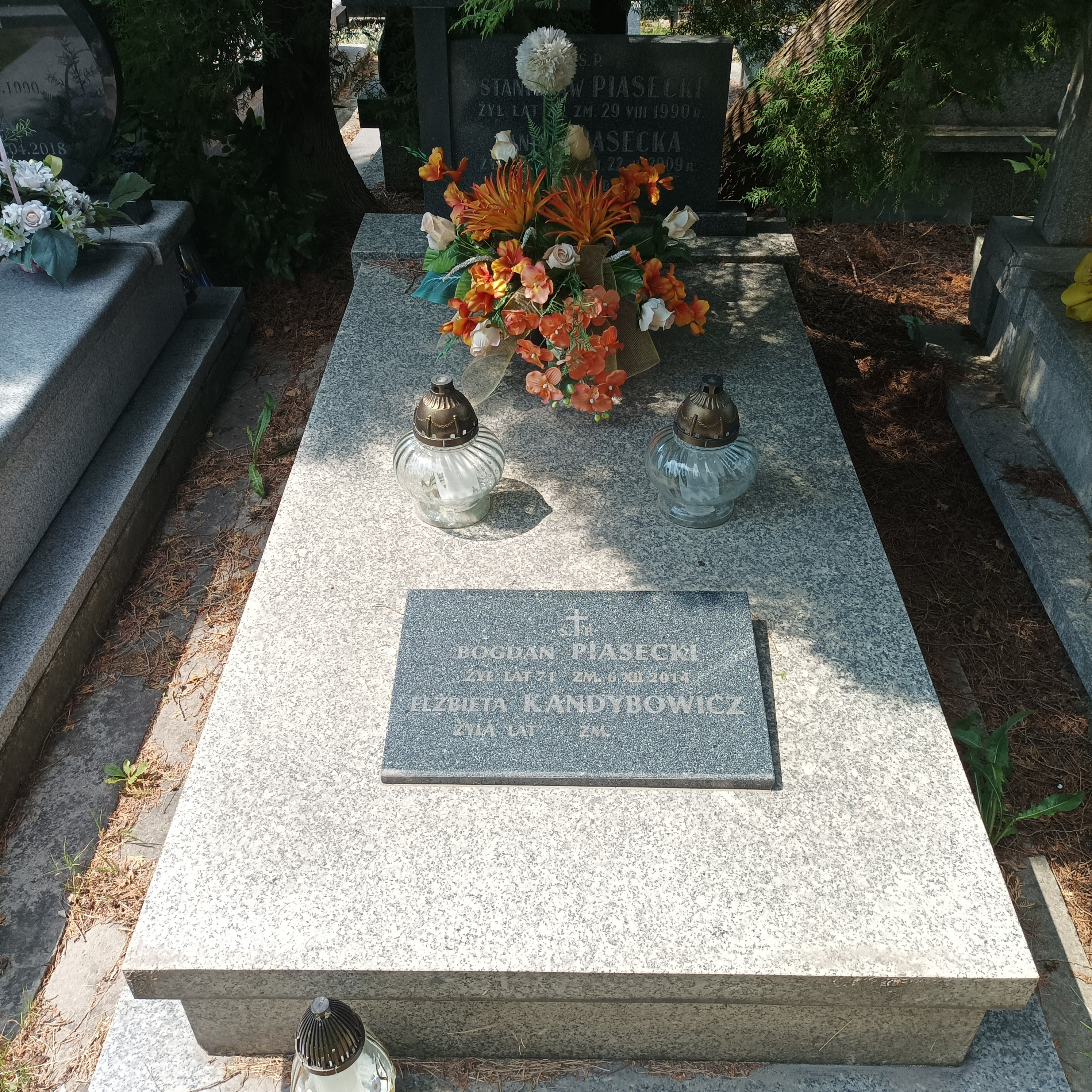
Grób Bogdana Piaseckiego na Cmentarzu Komunalnym na Majdanku w Lublinie